# Edith Endave
Edith Endave es un lugar designado por el censo ubicado en el condado de Bernalillo en el estado estadounidense de Nuevo México. En el Censo de 2010 tenía una población de 211 habitantes y una densidad poblacional de 52,26 personas por km².

## Geografía
Edith Endave se encuentra ubicado en las coordenadas 35°12′42″N 106°35′6″O / 35.21167, -106.58500. Según la Oficina del Censo de los Estados Unidos, Edith Endave tiene una superficie total de 4.04 km², de la cual 3.92 km² corresponden a tierra firme y (3.01%) 0.12 km² es agua.

## Demografía
Según el censo de 2010, había 211 personas residiendo en Edith Endave. La densidad de población era de 52,26 hab./km². De los 211 habitantes, Edith Endave estaba compuesto por el 56.4% blancos, el 1.42% eran afroamericanos, el 12.32% eran amerindios, el 0.47% eran asiáticos, el 0% eran isleños del Pacífico, el 24.64% eran de otras razas y el 4.74% pertenecían a dos o más razas. Del total de la población el 43.6% eran hispanos o latinos de cualquier raza.